# Zwartscheenspringwants
De zwartscheenspringwants (Orthocephalus coriaceus) is een wants uit de familie van de blindwantsen (Miridae). De soort werd het eerst wetenschappelijk beschreven door Johann Christian Fabricius in 1777.

## Uiterlijk
De glanzende zwarte wants kan zowel kortvleugelig (brachypteer) als langvleugelig (macropteer) zijn. De langvleugelige langwerpig gevormde variant kan 5 tot 5,5 mm lang worden en het betreft dan meestal de mannetjes terwijl er ook langvleugelige vrouwtjes voorkomen.
Het vrouwtje is echter meestal kortvleugelig, kan 4 tot 5 mm lang worden en is meer ovaal gevormd. Het lichaam is bedekt met zilverwitte haartjes. De antennes zijn zwart en de top van het tweede segment is enigszins verdikt. Ook de pootjes zijn zwart en hiermee kan de wants goed springen. De zwartscheenspringwants lijkt sterk op de bruinscheenspringwants (Orthocephalus saltator). Zoals de naam al aangeeft is de kleur van de schenen verschillend en de bruinscheenspringwants kan ook in vochtiger biotopen gevonden worden.

## Leefwijze
De wants kan van mei tot augustus aangetroffen worden in droge, zonnige, kruidenrijke gebieden op planten als: boerenwormkruid (Tanacetum vulgare), duizendblad (Achillea millefolium), grote centaurie (Centaurea scabiosa) en Walstro soorten. Er is één generatie per jaar en de soort overwintert als eitje.

## Leefgebied
De soort is te vinden op zonnige droge plekken met kruiden in Europa, Noord-Afrika, Centraal-Azië en
is ook geïntroduceerd in Noord-Amerika. In Nederland is de wants vrij algemeen, met name in het binnenland.